# Tom Spezialy
Tom Spezialy é um guionista norte-americano. Actualmente, trabalha como produtor executivo da série "Reaper". Já trabalhou como produtor executivo nas duas primeiras temporadas da série "Desperate Housewives".